# Ebberöds bank (1943)
Ebberöds bank (danska: Ebberød Bank) är en dansk film från 1943 i regi av Osvald Helmuth, vilken även spelar filmens huvudroll.
Filmen bygger på ett danskt folklustspel med samma namn, vilket också har filmatiserats i Sverige 1926, 1935 och 1946.

## Handling
Skräddaren Vipperup blir övertalad att bli bankdirektör för Ebberød Bank. Vipperup börjar använda okonventionella bankmetoder, till exempel sätter han sparräntan till åtta procent men låneräntan till bara fyra procent.

## Rollista
| Osvald Helmuth        | – Peter Vipperup    |
| Maria Garland         | – Caroline Vipperup |
| Ulrik Neumann         | – Tadeus            |
| Inga Schultz          | – Sofie             |
| Emil Hass Christensen | – Andreas           |
| Lise Ringheim         | – Lise              |
| Ingeborg Pehrson      | – Munkholm          |
| Henry Nielsen         | – Tjener Olsen      |
| Buster Larsen         | – Klausen           |